# Melc
Melcul face parte din clasa Gastropoda, încrengătura Mollusca. Clasa Gastropoda este cel mai numeros grup actual de moluște, cuprinde peste 90 000 de specii, adaptate atât la viața acvatică cât și la cea terestră (ex: melci de mare,scoici univalve). Majoritatea acestora au corpul protejat de o cochilie spiralată în care animalul se poate retrage la nevoie. Unele specii de gasteropode au cochilia redusă sau absentă, altele prezintă o serie de formațiuni externe care le dau un aspect deosebit. O altă însușire a Gasteropodelor este faptul că au cochilia formată dintr-o singură bucată. Pe măsură ce animalele cresc, cochilia acestora se mărește, luând adesea forma unei spirale răsucite în jurul unui ax central.

## Caracteristici
| 1. Cochilie 2. Ficat 3. Plămân 4. Anus 5. Por pentru respirație 6. Ochi 7. Tentacul 8. Ganglioni cerebrali 9. Canal salivar 10. Gură 11. Gușă 12. Glandă salivară | 13. Por genital 14. Penis 15. Vagin 16. Glandă mucoasă 17. Oviduct 18. Sac de săgeți 19. Picior 20. Stomac 21. Rinichi 22. Manta 23. Inimă 24. Canal deferent |

Anatomia unui melc:
1. Cochilie
2. Ficat
3. Plămân
4. Anus
5. Por pentru respirație
6. Ochi
7. Tentacul
8. Ganglioni cerebrali
9. Canal salivar
10. Gură
11. Gușă
12. Glandă salivară
13. Por genital
14. Penis
15. Vagin
16. Glandă mucoasă
17. Oviduct
18. Sac de săgeți
19. Picior
20. Stomac
21. Rinichi
22. Manta
23. Inimă
24. Canal deferent

- Mediul de viață este acvatic și terestru
- Are corpul moale, de obicei apărat de o cochilie răsucită în spirală
- Are patru tentacule sensibile, la cap
- Are 3 buze
- Deplasarea este lentă, prin târâre cu ajutorul piciorului
- Nutriția este fitofagă, hrana de bază fiind frunzele
- Sistem digestiv: aparat bucal, faringe, stomac, intestin subțire, hepatopancreas, anus
- Sistemul nervos: ganglionar
- Sistemul vascular: vase de sânge, inimă bicamerală (un atriu și un ventricul)
- Sistemul respirator: pulmonar (un plămân) sau branhial
- Înmulțirea: unele specii sunt hermafrodite. Depun ouă în pământ (cei tereștri) iar din ouă se dezvoltă melci cu cochilia transparentă.

## Morfologie externă

### Capul
Este bine dezvoltat și distinct la reprezentanții clasei Gastropoda (gasteropode) și Cephalopoda (cefalopode), redus la amfineurieni și scafopode. Capul la clasa Lamellibranchia (lamelibranhiate) a regresat până la dispariție

## Împerecherea și depunerea de ouă
Deși au atât organe de reproducere masculine cât și feminine, trebuie să se împerecheze cu melci din aceeași specie înainte de depunerea ouălor.
Unii melci se pot comporta deopotrivă ca masculi într-un sezon și ca femele în altul. Alții joacă rolul deopotrivă fiind fertili în mod simultan.
Când melcul este dezvoltat destul, ceea ce poate dura ani de zile, împerecherea are loc primăvara târziu sau la începutul verii.
Uneori are loc și o a doua împerechere. În climatul tropical împerecherea poate avea loc de mai multe ori pe an. În alte climate melcii se pot împerechea în jurul lunii octombrie și a doua oară la diferență de 2 săptămâni. După împerechere, melcii pot reține sperma pentru o perioadă de până la 1 an, dar în mod normal depun ouă în câteva săptămâni.
Melcul se înmulțește prin ouă pe care le depune în pâmânt, în luna august, săpând o groapă cu capul și cu piciorul. Din ouă ies melci mici. Cand se înmulțesc prea mult, pot deveni dăunători.